# Derek Stephen Prince
Derek Stephen Prince (Inglewood, 5 febbraio 1969) è un attore e doppiatore statunitense, noto per i suoi lavori nelle serie animate Digimon, Power Rangers e, nel mondo dei videogiochi, nella saga di Kingdom Hearts dove presta la voce a Vexen, quarto membro dell'Organizzazione XIII.